# Aulacophora calva
Aulacophora calva es un coleóptero de la familia Chrysomelidae.
Fue descrita científicamente por primera vez en 1986 por Anand & Cox.